# Greta Blunck
Greta Blunck (* 12. Februar 1938) ist eine deutsche Feldhockeytrainerin und ehemalige -spielerin.

## Leben
Blunck betrieb als Kind Ballett bei der Hamburger Tanzpädagogin Lola Rogge. Mit elf Jahren kam sie zum Feldhockey. Als Spielerin kam Blunck als Stürmerin zum Einsatz. Sie bestritt zwischen 1957 und 1965 26 Länderspiele für die Bundesrepublik Deutschland. Auf Vereinsebene spielte sie für den Harvestehuder THC (HTHC) und gewann neunmal die deutsche Meisterschaft sowie 1974 den Feld-Europapokal der Landesmeister. Sie spielte noch mit über 40 Jahren in der Bundesliga.
1975 erlangte sie als erste Frau den Hockey-A-Trainerschein. Sie wurde Anfang Juli 1979 zur Assistenztrainerin der bundesdeutschen Damen-Nationalmannschaft ernannt. Kurz vor der Weltmeisterschaft 1979 im kanadischen Vancouver trennte sich der Verband von Bundestrainer Werner Nowak, Blunck wurde kurzfristig ins Amt der Bundestrainerin befördert und führte die BRD-Auswahl bei der WM 1979 zur Vizeweltmeisterschaft. Anschließend erhielt sie vom Verband die Aufgabe, bis zu den Olympischen Sommerspielen 1980 im Amt der Bundestrainerin weiterzuarbeiten. Am 1. August 1980 wurde sie von Wolfgang Strödter im Amt abgelöst. Als Trainerin im Nachwuchsbereich brachte sie beim HTHC jahrzehntelang zahlreichen Kindern das Hockeyspielen bei, noch mit über 80 Jahren war sie als Trainerin aktiv. Sie trainierte Hockey an Schulen und in Behindertensportgruppen. Zwischen 1975 und 1985 war sie als Trainerin beim Hamburger Hockeyverband tätig. Blunck wurde als „die Grande Dame des Hockeysports“ bezeichnet. Im Januar 1985 wurde sie in den Beirat der Hamburger Stiftung Spitzen- und Leistungssport gewählt.
Von 1987 bis 1999 saß sie im Vorstand der Hamburgischen Anstalt für neue Medien und wurde im Mai 1987 als Vorsitzende des Ausschusses für Bildung und Ausbildung im Vorstand des Hamburger Sportbundes (HSB) tätig. Insgesamt war sie bis 1996 im HSB-Vorstand vertreten.
2008 wurde Blunck mit dem Bundesverdienstkreuz am Bande und im selben Jahr auf der Hamburger Sportgala mit dem Ehrenpreis für ihr Lebenswerk ausgezeichnet.

### Persönliches
Ihr Ehemann Dieter starb 1975, als die gemeinsamen Kinder Christian und Beatrice sieben und neun Jahre alt waren. Sohn Christian, in Hockeykreisen unter seinem Spitznamen „Büdi“ bekannt, wurde 1992 Feldhockey-Olympiasieger.